# Powstanie przeciwko Antoninusowi
Powstanie przeciwko Antoninusowi – żydowskie powstanie przeciwko Rzymianom za czasów Antoninusa Piusa w roku 155 n.e.
Za panowania cesarza Antoninusa Żydzi próbowali zrzucić rzymskie jarzmo. Napięte relacje istniejące między Partami a Rzymianami mogły zachęcić Żydów do buntu i spodziewania się pomocy ze strony Partii, ale takie wsparcie nigdy nie nadeszło i bunt został prawdopodobnie stłumiony w zarodku. 